# Avanti Busreisen
Avanti Busreisen ist ein in Freiburg im Breisgau (Baden-Württemberg) ansässiger Reiseveranstalter.

## Geschichte
Die Avanti Busreisen Hans-Peter Christoph GmbH & Co. KG wurde 1991 in Freiburg durch Hans-Peter Christoph und Achim Clauß gegründet. Seit 2003 wird Avanti von Hans-Peter Christoph alleine geführt und hat 15 festangestellte Mitarbeiterinnen und Mitarbeiter.
Als erstes Bustouristik-Unternehmen veranstaltete Avanti eine Fernreise über vier Kontinente in einem Fernreisebus: Von April bis Dezember 2013 legte der Reiseveranstalter in einem Bus der Marke Setra von Freiburg aus innerhalb von 215 Tagen rund 52.000 Kilometer zurück; die Reise führte von Deutschland aus durch 24 Länder in Europa, Asien, Nord- und Südamerika und endete am 22. Dezember 2013 auf Feuerland (Argentinien). Vorangegangen waren eine zehnwöchige Reise zur Eröffnung der Olympischen Spiele 2008 in Peking und zur Weltausstellung Expo 2010 in Shanghai.

## Betrieb

### Busreisen
Das Unternehmen bietet verschiedene Arten von Busreisen an, darunter Tagesausflüge, Städtereisen ins In- und Ausland und Rundreisen in über zwei Dutzend Länder. Neben der 2013 durchgeführten Fernreise gehörten in der Vergangenheit Busreisen in den Iran sowie nach Libyen und Marokko zu den außergewöhnlicheren Reisezielen. Eine für Januar 2011 geplante, 50-tägige Mittelmeerumrundung wurde wegen der Unruhen des beginnenden Arabischen Frühlings kurzfristig abgesagt.

## Auszeichnungen
In den Jahren 2019 und 2020 belegte Avanti im vom Magazin „Focus Money“ herausgegebenen „Deutschland Test“ jeweils den ersten Platz in der Kategorie „Ökologische Reiseveranstalter“. Darüber hinaus gehörte Avanti zu den ersten Unternehmen, denen im Jahr 2008 das Nachhaltigkeitssiegel des „CSR Tourism Certified“ verliehen wurde. Im April 2024 war Avanti einer der Gewinner des „Internationalen busplaner Nachhaltigkeitspreises 2024“, in der Kategorie „Busreiseveranstalter“.